# Dóra Zeller
Dóra Zeller (* 6. Januar 1995 in Esztergom) ist eine ungarische Fußballspielerin und seit dem Jahr 2013 auch A-Nationalspielerin.

## Karriere

### Vereine
Zeller begann im Alter von elf Jahren beim Nyergesújfalu SE im Komitat Komárom-Esztergom mit dem Fußballspielen. Nachdem sie drei Jahre lang die E- und D-Jugend des Nyergesújfalu SE durchlaufen hatte, wechselte sie mit Beginn der Saison 2009/10 in die Landeshauptstadt Budapest zum Újpesti TE. Dort gab sie bereits im Alter von nur 14 Jahren ihr Seniorinnendebüt. Sie spielte in der Saison 2009/2010 in 14 Spielen und erzielte dabei sechs Tore, was ihr im Sommer 2010 einen Vertrag bei Ferencváros Budapest einbrachte. Nach zwei Jahren folgte die Meisterschaft der NB II und der damit verbundene Aufstieg ihres Vereines in Ferencváros Budapest in die Női NB I. Im Sommer 2014 verkündete sie nach 83 Spielen, in denen sie 71 Tore erzielte, ihren Weggang aus Ungarn.
Zeller unterschrieb am 6. Juli 2014 beim deutschen Bundesliga-Verein TSG 1899 Hoffenheim. Ihr Bundesligadebüt am 31. August 2014 (1. Spieltag) beim 1:1-Unentschieden im Auswärtsspiel gegen Bayer 04 Leverkusen krönte sie gleich mit ihrem Tor zur zwischenzeitlichen 1:0-Führung in der 27. Minute. Nach fünf Jahren wechselte sie zum Ligakonkurrenten Bayer 04 Leverkusen. Im Sommer 2022 wechselte Zeller zum schwedischen Erstligisten BK Häcken FF. Nach zehn Punktspielen in der Spielzeit 2022 und drei in der Spielzeit 2023, kehrt sie nach Deutschland zurück. Im 1. FC Köln fand sie ihren neuen Verein, der sie zur Saison 2023/24 unter Vertrag nahm, der eine Gültigkeit bis zum 30. Juni 2025 hat.

### Nationalmannschaft
Zeller ist Spielerin der A-Nationalmannschaft. Sie gab ihr Länderspieldebüt am 31. Mai 2013 beim 4:0-Sieg über die Nationalmannschaft von Wales und erzielte mit dem Treffer zum Endstand in der 90. Minute auch ihr erstes Länderspieltor. Am 7. April 2023 bestritt sie ihr 62. Länderspiel; insgesamt gelangen ihr bislang 20 Tore.

## Auszeichnungen
- Ungarns Fußballerin des Jahres 2014